# No Sex
No Sex ist ein deutscher Liebesfilm des Regisseurs Josh Broecker aus dem Jahr 1999. In der Hauptrolle verkörpert Kai Scheve den Architekturstudenten Paul Liebermann.

## Handlung
Für den jungen Architekturstudenten Paul kommt alles Mögliche zur unpassendsten Zeit zusammen: Nicht nur, dass ihn seine Freundin verlässt, auch sein erstes selbst entworfenen Haus stürzt ein, und in der Folge wird er seinen Job im Architekturbüro los, in dem sein Vater der Chef ist. Weil selbst das alles noch nicht zu seinem persönlichen Pech reicht, stellt Paul zudem fest, dass er sexuell impotent ist.
Das Blatt scheint sich jedoch für Paul zu wenden, als er bei seinen erfolglosen Versuchen, eine neue Freundin zu finden, auf die lebensbejahende Kellnerin Isabell trifft. Diese wurde ungewollt schwanger und hat sich als großes Ziel gesetzt, ein eigenes Restaurant zu führen. Als sie sich von dem zukünftigen Vater ihres Kindes getrennt hat, zieht sie bei Paul ein und somit legen die beiden einen Grundstein für eine gemeinsame Liebesbeziehung, die jedoch vor dem Hintergrund Pauls Impotenz auf eine harte Probe gestellt wird.

## Erstausstrahlung
No Sex wurde erstmals am 18. Oktober 1999 im ZDF gesendet.

## Produktionsnotizen
Sabine Jaspers und Jutta Lieck produzierten den Liebesfilm für die Objectiv Film und die Trebitsch Prod. Int. im Auftrag des ZDF. Gedreht wurde in Hamburg.

## Kritiken
Die Filmkritiken fallen gemischt aus. TV Spielfilm beispielsweise, hat für die Produktion nur wenige, enttäuschende Worte übrig, denn das Fazit der Programmzeitschrift lautet: „Impotentes Lustspiel, vergeigte Viagra-Zote“.
Die Kritik der Fernsehzeitschrift Prisma fällt etwas wohlwollender aus. Dort urteilt man: „Trotz der doch recht unwahrscheinlichen Geschichte geht es in dieser Liebesgeschichte recht turbulent und munter zu“.
Das Lexikon des internationalen Films konstatiert: „Komödiantische Liebesgeschichte um das Problem der Impotenz, in deren Mittelpunkt natürlich die Überwindung dieses Handicaps steht“.

## Trivia
Josh Broecker gab mit No Sex sein Debüt als TV-Regisseur.